# Tetradactylus seps
|  | Dieser Artikel wurde aufgrund von formalen oder inhaltlichen Mängeln in der Qualitätssicherung Biologie zur Verbesserung eingetragen. Dies geschieht, um die Qualität der Biologie-Artikel auf ein akzeptables Niveau zu bringen. Bitte hilf mit, diesen Artikel zu verbessern! Artikel, die nicht signifikant verbessert werden, können gegebenenfalls gelöscht werden. Lies dazu auch die näheren Informationen in den Mindestanforderungen an Biologie-Artikel. |

Tetradactylus seps, gemeinhin bekannt als Kurzbeiniger Seps, Fünfzehige Peitscheneidechse oder Fünfzehige Geißelschildechse, ist eine eierlegende Eidechsenart aus der Familie der Gerrhosauridae. Tetradactylus seps ist auch bekannt unter den Synonymen Tetradactylus laevicauda Hewitt 1915, Gerrhosaurus sepiformis Duméril 1839, Sincus [sic] sepiformis Schneider 1801, und Lacerta seps Linnaeus 1758.

## Merkmale
Der Körper ist langgestreckt, die Gliedmaßen kurz aber gut entwickelt. Es sind fünf Finger und Zehen vorhanden, der dritte Finger ist etwas länger als der vierte, bei den Zehen ist der vierte deutlich länger als der dritte. Der Schwanz ist etwas mehr als doppelt so lang wie Kopf und Körper. Für ein Männchen mit einer Kopf-Rumpf-Länge von 68 mm gab Fitzsimons (1943) eine Schwanzlänge von 132 mm und eine Kopflänge und -breite von 12,3 und 8,8 mm an, für die vorderen Gliedmaßen 13,6 mm und für die hinteren 23,5 mm.

## Verbreitung
Die Art ist in Südafrika endemisch. Es gibt drei Subpopulationen mit geringen genetischen Unterschieden in KwaZulu-Natal, im zentralen Ostkap und entlang des südlichen Teils des Landes.

## Lebensraum
Tetradactylus seps kommt in vielen verschiedenen Typen von Lebensräumen vor: In sumpfigen Gebieten und offenen Lichtungen, in Grasebenen und Küstenvegation. Die Landschaften umfassen Fynbos, Wälder und montanes Grasland. Die Art hat einen großen Höhenbereich vom Meeresspiegel bis in Höhen von etwa 1800 Metern über Normalnull.

## Gefährdung
Nach der Roten Liste gefährdeter Arten der IUCN gilt die Art als ungefährdet (least concern). Das Verbreitungsgebiet der Art ist in weiten Teilen nicht stark beeinträchtigt, die weite Verbreitung und der große Bestand mildern die negativen Auswirkungen lokaler Rückgänge. Die Art kommt in vielen Schutzgebieten innerhalb des großen Verbreitungsgebiets vor. Sollte es jedoch kryptische Arten geben oder sich die mutmaßliche Unterart Tetradactylus seps laevicauda in KwaZulu-Natal als valide Art erweisen, bedarf es einer gesonderten Bewertung. Umfassende phylogenetische Analysen könnten helfen den Status zu klären.